# Rosthalsad skriktrast
Rosthalsad skriktrast (Turdoides rufocinctus) är en fågel i familjen fnittertrastar inom ordningen tättingar.

## Utbredning och systematik
Rosthalsad skriktrast förekommer i bergsskogar i östra Demokratiska republiken Kongo och sydvästra Rwanda. Den behandlas som monotypisk, det vill säga att den inte delas in i några underarter.

### Släktestillhörighet
Rosthalsad skriktrast placeras traditionellt i släktet Kupeornis. DNA-studier visar dock att skriktrastsläktet  Turdoides är parafyletiskt visavi Kupeornis och Phyllanthus. Olika auktoriteter behandlar dessa resultat på olika vis. Vanligen bryts en grupp med huvudsakligen asiatiska skriktrastar ut från Turdoides till det egna släktet Argya, medan Kupeornis och Phyllanthus inkorporeras i Turdoides i begränsad mening. BirdLife International har dock valt att behålla dessa två som egna släkten.

## Status
IUCN kategoriserar arten som starkt hotad.